# Iglesia de Santa Maria delle Anime del Purgatorio ad Arco
La iglesia de Santa Maria delle Anime del Purgatorio ad Arco, o más simplemente el Purgatorio ad Arco, es una iglesia barroca de Nápoles ubicada en via dei Tribunali, en el centro antiguo de la ciudad.
Las salas que se suceden desde el ábside así como la iglesia subterránea con el hipogeo adyacente conforman el Museo dell'Opera Pia Purgatorio in Arco.

## Historia
fue construida en 1616 sobre un proyecto de Giovanni Cola di Franco y Giovan Giacomo Di Conforto encargado por varias familias nobles napolitanas y con el objetivo de crear un lugar de entierro para la gente pobre de la ciudad, sin familia y sin hogar. 
Entre las familias clientes destaca la de los Mastrillo, quienes junto a los hermanos Gerónimo y Francesco fueron los principales colaboradores en la erección de la iglesia que, en su momento, se dedicó a liberar a los pobres de las deudas de los alquileres, enterrar a los muertos, vestir a los necesitados y otros. Sin embargo, cabe recordar a otras familias que contribuyeron al nacimiento de la institución, como los Muscettola, Alfonso Brancaccio, Fabrizio Caracciolo di Brienza, Diomede y Marcantonio Carafa y finalmente Antonio Carmignano.

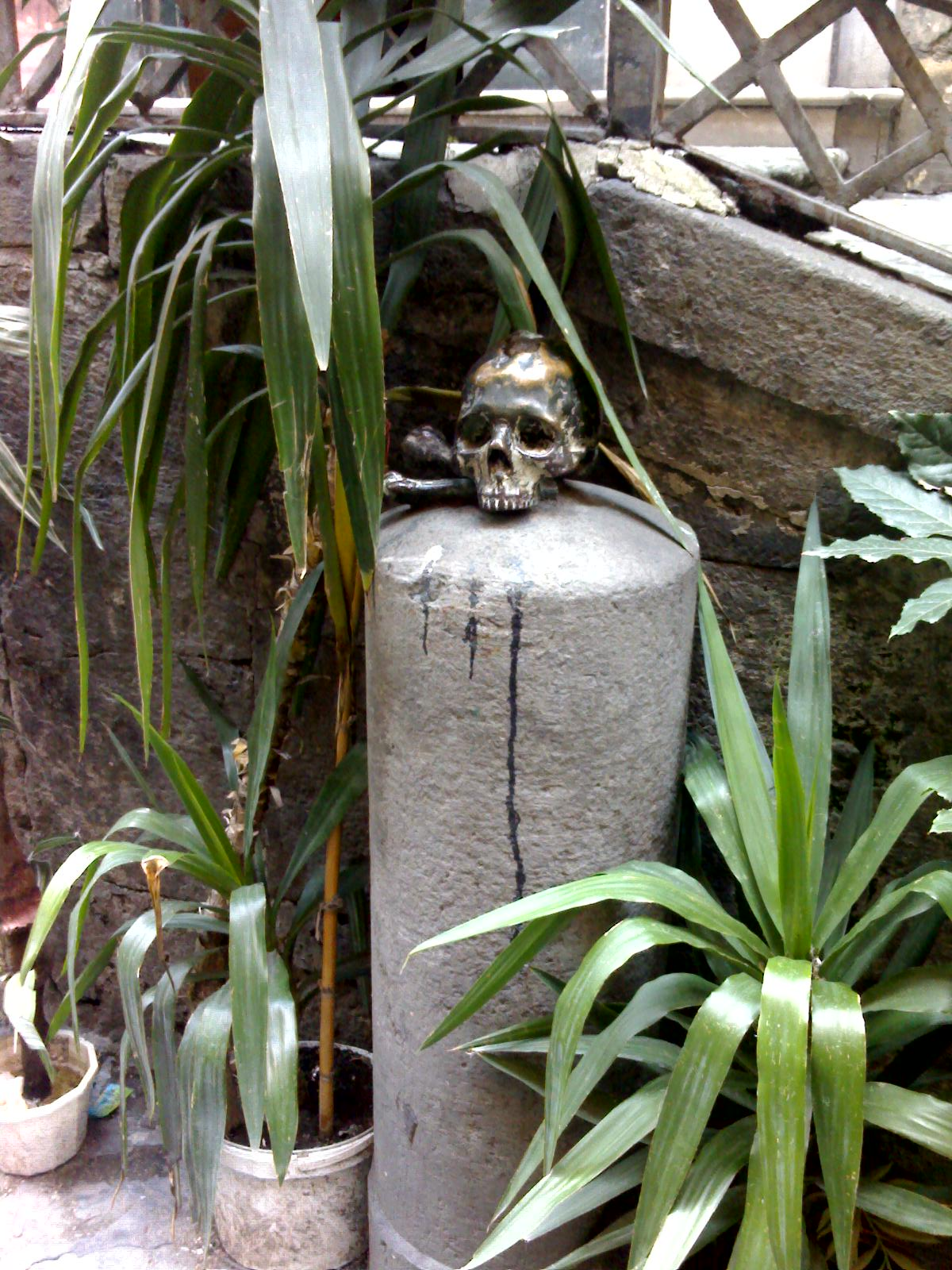
Uno de los tres cráneos colocados afuera.

El topónimo "ad Arco" deriva de la presencia en el decumano principal, en el cruce con via Nilo y via Atri, de una torre romana (considerada por algunos como altomedieval), la llamada torre Arco, abierta en cuatro lados. por otros tantos arcos por los que se garantizaba el paso. Debajo de la torre estaba el asiento de Arco, una subdivisión menor del asiento del Nilo. La torre dio nombre en la Alta Edad Media a una zona de la ciudad cercana al decumano mayor denominada regio de arcu cabredato.
Giulio Cesare Capaccio creía erróneamente que no era la torre lo que daba nombre a la zona, sino el hecho de que era la sede de los arcontes, los magistrados de la polis griega. Esta deducción surgió de la mala lectura de una placa latina encontrada en las cercanías.
El derribo de la estructura se remonta tradicionalmente a los tiempos de don Pedro de Toledo, quien lo mandó a ensanchar el camino y mejorar la viabilidad de la nueva sede de la corte, el castillo de Capuano, que él mismo fundó. Sin embargo, algunos historiadores como Bartolommeo Capasso y Riccardo Filangieri de Candida Gonzaga reportan la fecha de 1564 (después de la muerte de Don Pedro), retomando lo dicho por Giovanni Antonio Summonte, quien también reporta el día, 6 de abril de 1564, así como el motivo por el cual fue demolido: para dar aire al cercano palacio de la marquesa del Vasto. Capaccio, quien sin embargo afirma que la torre fue demolida "en su tiempo", en cambio informa que fue la falsa creencia de que los espíritus vivían en ella lo que llevó a su demolición.
Una vez finalizadas las obras de construcción, la iglesia superior se consagró en 1638 y se abrió al culto, mientras que la inferior se completó alrededor del siglo XVIII y luego se destinó al entierro de las almas pezzentelle (pobres almas) reconfirmado este derecho también por Isabella Mastrilli (1682-1761) quien en 1742 instituyó el ius sepolturae (derecho de sepultura) en la iglesia.
Las iglesias estuvieron abiertas a los fieles hasta el terremoto de Irpinia de 1980, cuando la estabilidad de la iglesia en el piso inferior se vio comprometida y, por lo tanto, ambas cerraron. Tras unas obras de restauración, fue reabierta al culto en 1992.

## Descripción

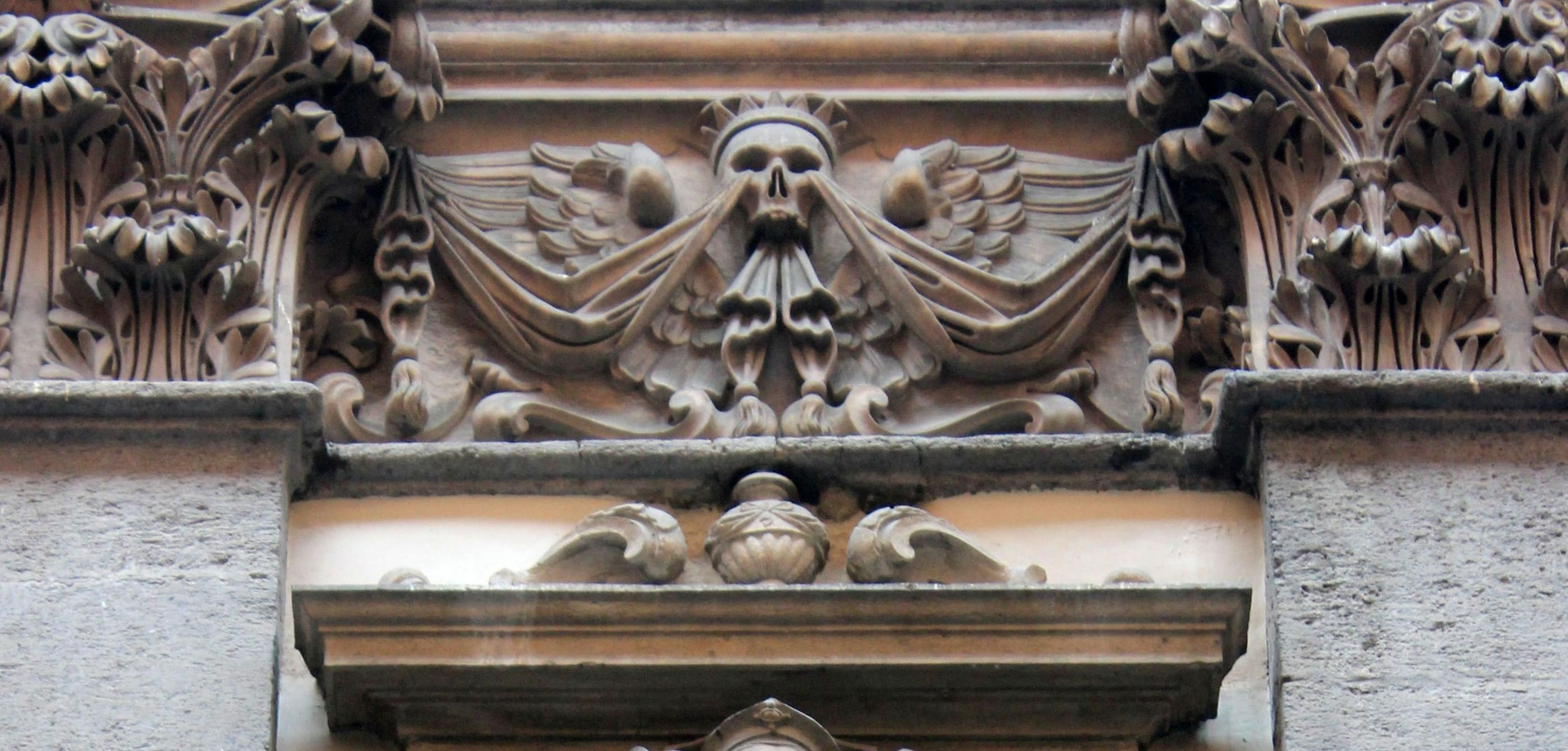
Detalle de un elemento decorativo de la fachada

### Eglesia superior
El edificio presenta motivos decorativos en la fachada con calaveras y huesos en los frisos, en el portal y en las hornacinas laterales. El portal y el tondo suprayacente con el bajorrelieve de la Virgen con las Almas del Purgatorio datan de principios del siglo XVIII y se atribuyen a Cosimo Fanzago.
El interior es de una sola nave con crucero rebajado y capillas laterales.

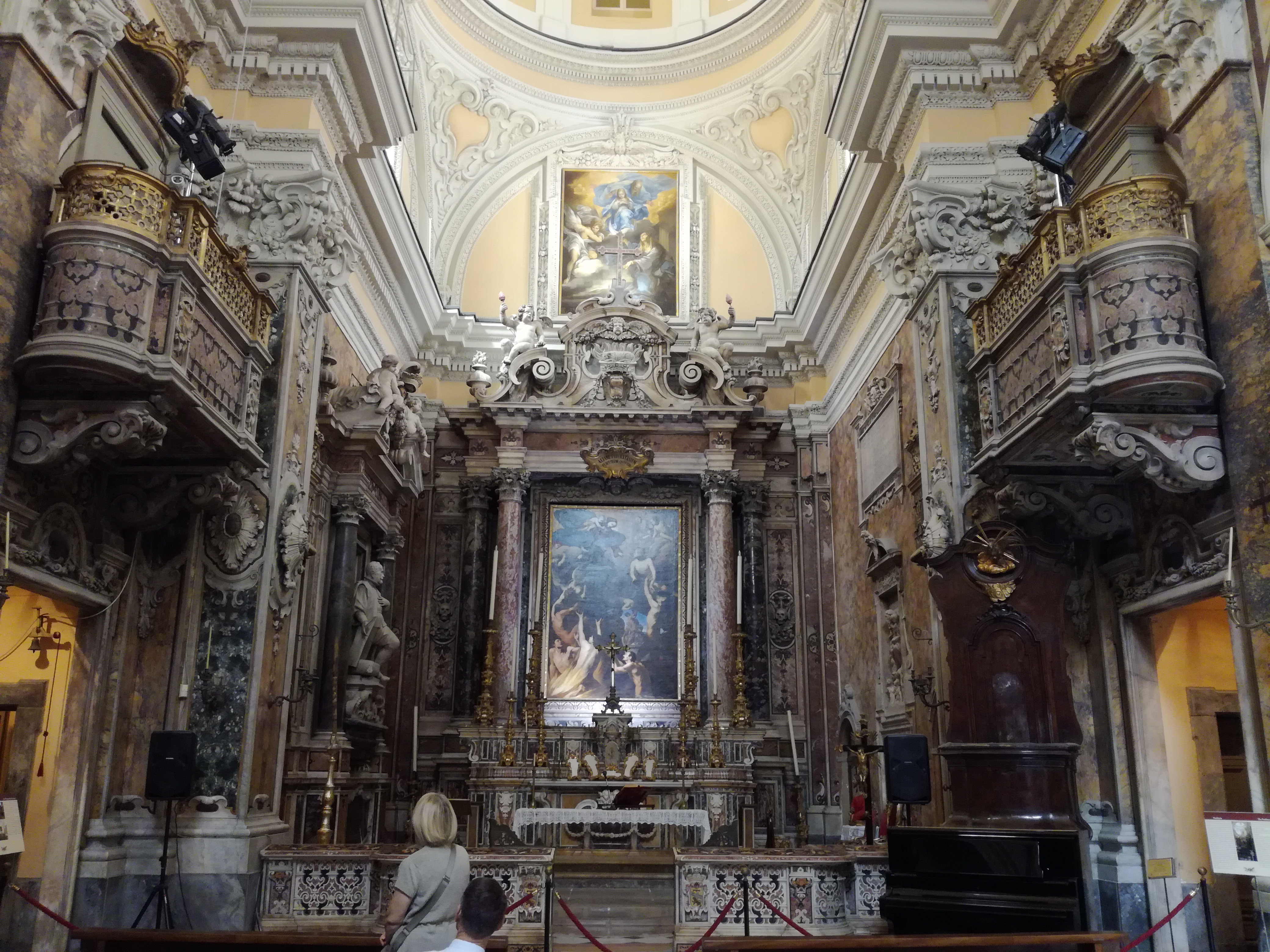
la zona del ábside

El presbiterio y el ábside están decorados según un diseño de Dionisio Lazzari y pueden fecharse en 1669. Detrás del altar del siglo XVIII, precedido por una balaustrada revestida de mármoles de colores, se encuentra el retablo con la Madonna de las Almas del Purgatorio de Massimo Stanzione ejecutado en 1638-1642. El mismo lienzo, claramente caravaggesco, ve debajo la gran escultura de la calavera alada de Lazzari, mientras que arriba está el lienzo de Sant'Anna ofreciendo a la Virgen niña al Padre Eterno de 1670 de Giacomo Farelli . Finalmente, en el muro absidal izquierdo se encuentra el sepulcro monumental de Giulio Mastrillo, obra iniciada por Andrea Vaccaro y terminada por el escultor Andrea Falcone en 1672, quien fue el responsable de realizar la estatua arrodillada de Mastrilli.

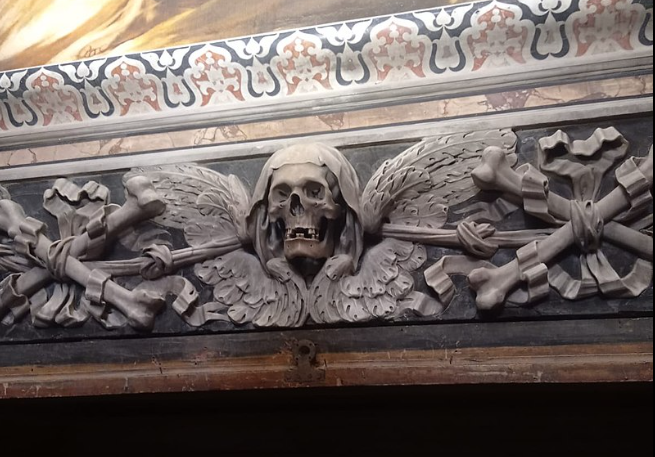
El "cráneo alado". Una escultura de Dionysus Lazzari ubicada cerca del altar mayor de la iglesia.

En las capillas laterales, tres a cada lado, hay obras de escultura en madera de maestros desconocidos y pinturas de artistas del siglo XVII napolitano . Entre estos, en el primero a la izquierda está el San Michele Arcangelo vence al diablo (1650) de Girolamo De Magistro ; en el primero de la derecha Una Sagrada Familia de un pintor desconocido del siglo XVII (el cuadro aún está pendiente de restauración y quizás una limpieza podría sacar alguna firma, como sucedió no hace muchos años con el San Michele de De Magistro), en el tercero a la izquierda el retablo el altar de la Muerte de San José (1650-1651) es de Andrea Vaccaro ; la primera capilla a la derecha en cambio ve la Muerte de San Alexis (1661) por un joven Luca Giordano .

### Iglesia inferior

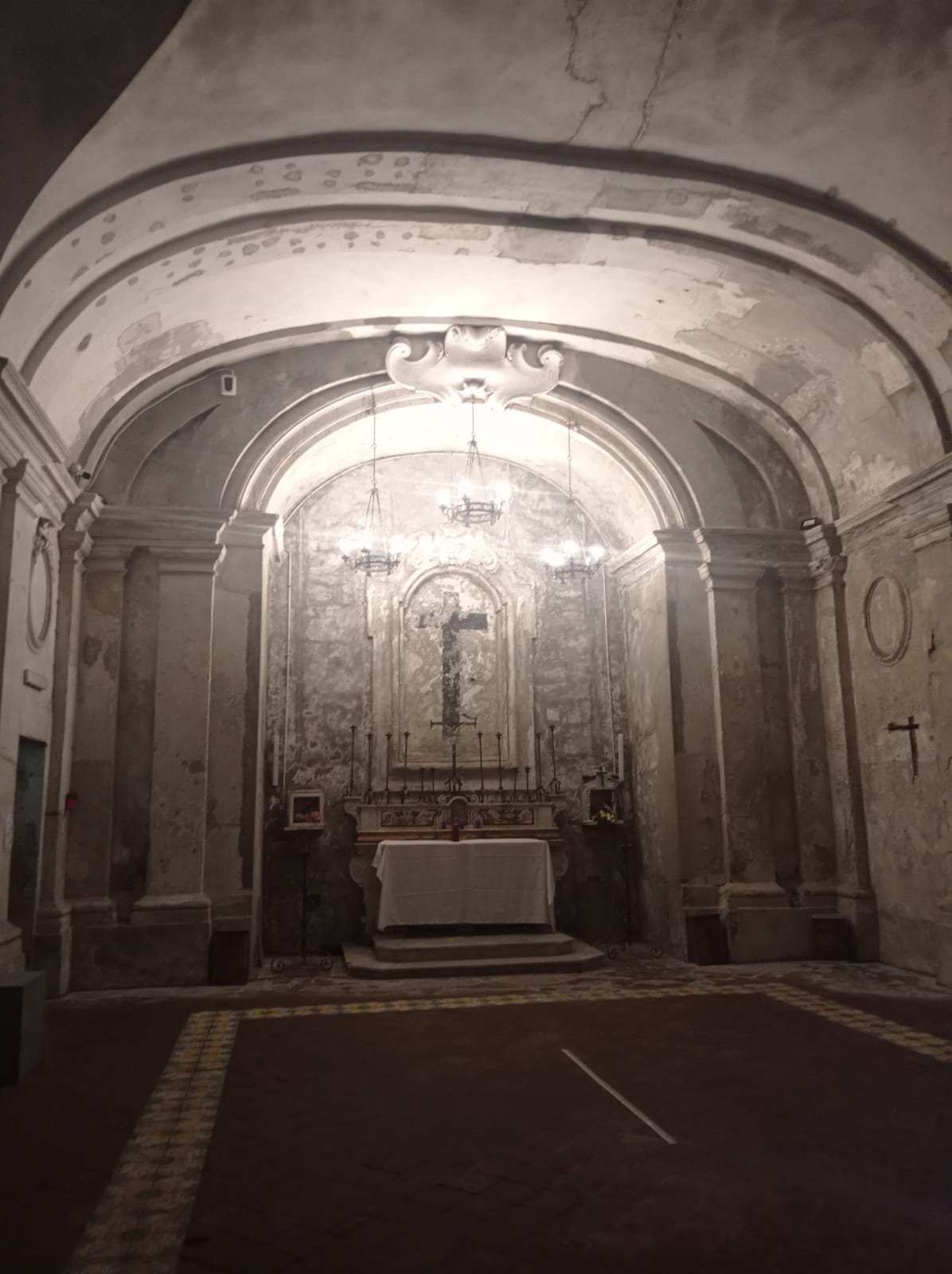
El altar de la iglesia inferior.

Desde una escalera colocada inmediatamente a la izquierda después de entrar en la iglesia se llega a otra iglesia, construida en línea recta por debajo de la del Purgatorio, de hecho las dimensiones son las mismas, con el objetivo de dar sepultura a las pobres almas (llamadas pezzentelle).
El piso de la iglesia inferior es de los hermanos Giuseppe y Donato Massa, ya conocidos por haber realizado la mayólica del claustro Clarisse en Santa Chiara, mientras que el altar de roca piperno data del siglo XVIII y está coronado por una gran cruz negra. Ambos muros laterales del hipogeo tienen dos capillas donde había nichos, en el centro de la sala hay una gran tumba anónima en cuyo interior desde el siglo XVII hasta principios del XIX (poco después de la promulgación del Edicto de Saint Cloud que prohibía entierros dentro de las ciudades) se recogieron los restos de aquellos que no podían pagar una tumba en la iglesia.
En la esquina izquierda de la iglesia hay un corredor decorado con muchos objetos donde hay varios restos de calaveras que conduce a la tumba del Conde Giulio Mastrillo (cuya familia era benefactora de la Congregación) y su esposa, así como a un segundo subterráneo. entorno, que servía de hipogeo, que contiene numerosas calaveras y tierras santas destinadas al enterramiento de feligreses y bienhechores. También hay un osario debajo del hipogeo.
Al final de la sala del hipogeo, a la derecha, se encuentra una hornacina votiva donde se exhibe sobre una calavera coronada con un velo nupcial y una corona, con varias velas, exvotos de plata y ofrendas a su alrededor; no fue identificado por falta de documentos al respecto pero se le dio la identidad de “Lucía”. Existe una antigua leyenda por la cual se la considera la patrona de las jóvenes novias.
La leyenda se basa en un hecho real que ocurrió en el siglo XVIII. En el mismo distrito de la iglesia vivía un noble napolitano, Don Domenico d'Amore, príncipe de Ruffano, cuya hija de 17 años murió de enfermedad (tisis ) inmediatamente después de su matrimonio. El padre, devoto de las almas del Purgatorio, hizo enterrar a la niña en la tierra santa del hipogeo del Purgatorio arqueado (en los libros de entierros guardados en el archivo histórico del complejo del museo, no se encontró ningún documento sobre este entierro) . La historia de Lucía causó gran conmoción en el barrio por lo que este episodio, difundido y transmitido en el tiempo, probablemente dio origen a la leyenda de la Princesa Lucía, donde Lucía es en algunas versiones una noble que muere por amor de un joven. hombre del pueblo, en otras un plebeyo que murió por el novio pescador. Lucía es considerada la protectora de las jóvenes novias y el alma elegida para mediar en oraciones e invocaciones.

## Museo de la Ópera
Las salas interiores, sacristía y oratorio de la Inmaculada Concepción, todas ellas detrás del ábside de la iglesia, albergan el Museo dell'Opera Pia Purgatorio in Arco, en el que se conservan vestidos eclesiásticos, objetos litúrgicos, vestiduras, cálices, libros, mobiliario para celebraciones y otros. Se exhiben testimonios que van desde el siglo XVII hasta el XIX.
El hipogeo subterráneo de la iglesia también forma parte del circuito museístico.

## Nota
1. 1 2  (Touring Club, p. 196).
2. ↑  Giulio Cesare Capaccio, Historia neapolitana, libro I, Napoli, 1607
3. ↑  Bartolommeo Capasso, La torre di Arco e la casa del Pontano in Napoli, in Strenna Giannini, anno IV, Napoli, 1892
4. ↑  Riccardo Filangieri di Candida Gonzaga, Il tempietto di Gioviano Pontano, in Atti dell'Accademia Pontaniana, LVI, serie II, XXXI, 1926
5. 1 2 3 4 5  (Touring Club, p. 197).
6. ↑  Eduardo Nappi (1996-1997). La chiesa delle Anime del Purgatorio ad Arco a Napoli nei secoli XVII e XVIII - estratto da “Ricerche sul ‘600 napoletano”.
7. ↑  (Touring Club, p. 197).
8. ↑  https://free.qrd.by/resources/freeqrd/lp/80120/1.pdf